# インゲボルガ・ダクネイト
インゲボルガ・ダクネイト（リトアニア語:Ingeborga Dapkūnaitėインガボールガ・ダプクナイテ、1963年1月20日 - ）は、ソビエト連邦時代のビリニュスに生まれたリトアニアの女優である。

## 略歴
主にロシアやフランスの映画で活躍しており、特に1994年に製作されたニキータ・ミハルコフの『太陽に灼かれて』ではヨーロッパ中で高い評価を受けた。また、『ミッション:インポッシブル』をきっかけにハリウッド映画にも小さな役で出演しており、ブラッド・ピット主演の『セブン・イヤーズ・イン・チベット』では主人公ハインリヒ・ハラーの妻役を、『ハンニバル・ライジング』では幼年期のハンニバル・レクターの母親役をそれぞれ演じている。
演劇界でも活躍しており、『鼻』や『かもめ』などの古典を中心に舞台に立っている。

## 主な出演作品

### 映画
- 暗殺調書 Fatal Deception: Mrs. Lee Harvey Oswald (1993)
- 太陽に灼かれて Утомлённые солнцем (1994)
- 恋愛小説 Подмосковные вечера (1994)
- ミッション:インポッシブル Mission: Impossible (1996)
- セブン・イヤーズ・イン・チベット Seven Years in Tibet (1997)
- シャドウ・オブ・ヴァンパイア Shadow of the Vampire (2000)
- チェチェン・ウォー Война (2002)
- キス・オブ・ライフ Kiss of Life (2003)
- ハンニバル・ライジング Hannibal Rising (2007)
- ナチスの墓標 レニングラード捕虜収容所 In Tranzit (2008)
- フェアウェル さらば、哀しみのスパイ L'affaire Farewell (2009)
- ヘッド・オブ・ステイト　Head of State (2025)

### テレビドラマ
- 密約の地 On Dangerous Ground (1995)
- ロスト・プリンス 悲劇の英国プリンス物語 The Lost Prince (2003)
- 第一容疑者 姿なき犯人 Prime Suspect 6: The Last Witness (2004)